# (7401) Toynbee
Pour les articles homonymes, voir Toynbee.
(7401) Toynbee est un astéroïde de la ceinture principale.

## Description
(7401) Toynbee est un astéroïde de la ceinture principale. Il fut découvert le 21 août 1987 à La Silla par Eric Walter Elst. Il présente une orbite caractérisée par un demi-grand axe de 2,44 UA, une excentricité de 0,18 et une inclinaison de 2,0° par rapport à l'écliptique.

## Compléments